# Pepa López

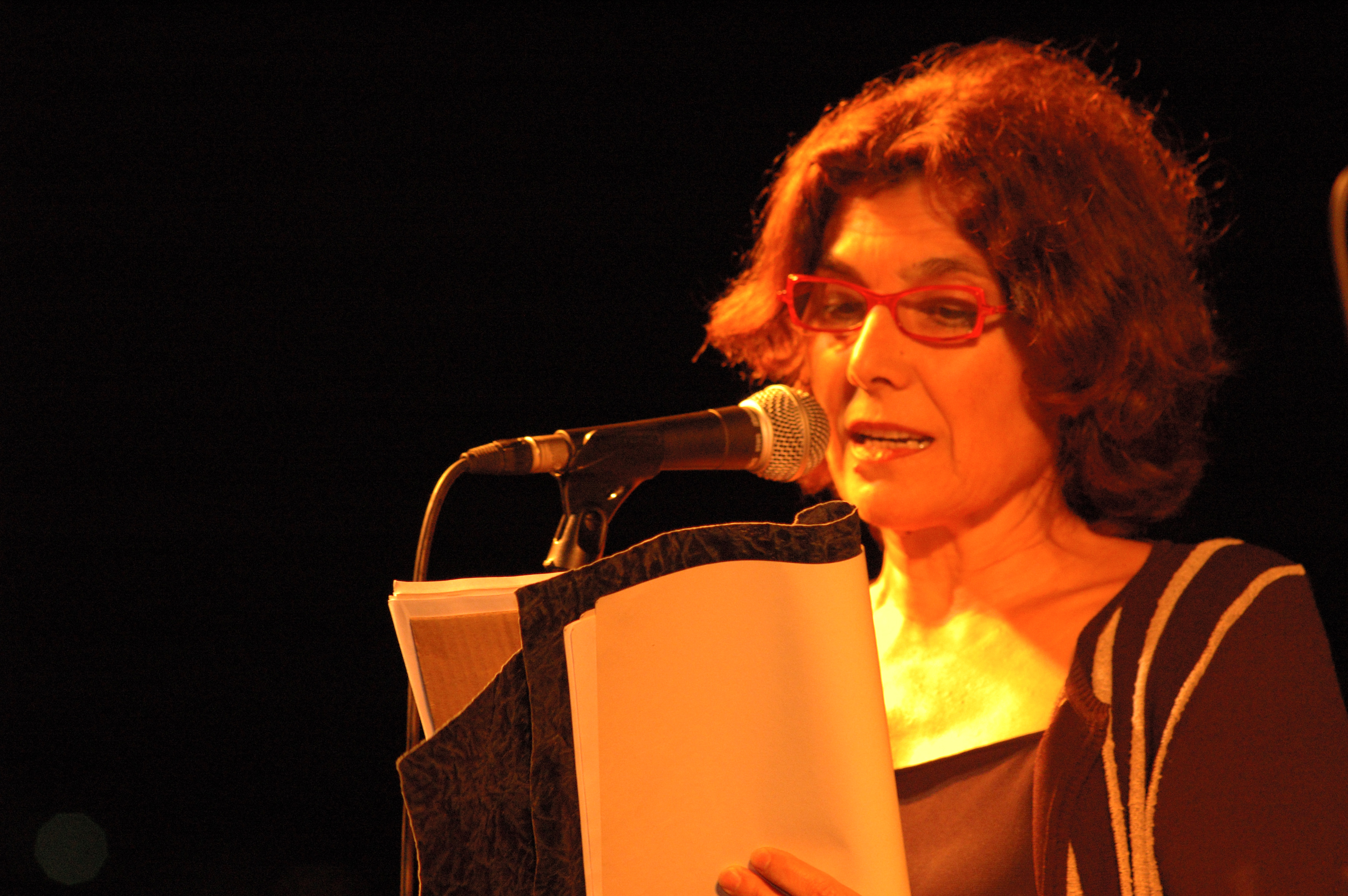

María José (Pepa) López (Villajoyosa, Comunidad Valenciana, 1953) es una actriz española de teatro, cine y televisión.

## Biografía
El año 1979 inicia su formación como actriz asistiendo en clases impartidas por Ferruccio Soleri, Lee Strasberg o Anatoli Vassiliev. Ha participado como actriz en numerosos montajes, muchos de ellos dirigidos por Carme Portacelli, como Prometed (2010), Josep y Maria (2008), Canciones dedicadas (2004), Regreso al desierto (2002), Cara de fuego (2001) o Miedo, comerse alma (2000).
También ha trabajado en obras como Gabinete Liberman (Els Joglars, 1986), L'hostalera de Carlo Goldoni (dirigida por Sergi Belbel, 1996), Tango de Sławomir Mrożek (dirigida por Gábor Tompa, Teatre Lliure, 1999), Panorama desde el puente de Arthur Miller (dirigida por Rafel Duran, 2006) o Tres Damolette de Thomas Bernhard (dirigida por Rosa María Sardà y Carme Cané, 2007).
Ha trabajado en cine y televisión, y ha sido galardonada con premios como Grande prix Corallo Citta di Alguhero, por la trayectoria como actriz (2006); Premio a la mejor actriz del Festival de Cine de Salerno y del Alguer (2005), por el telefilme Falsa culpable; Pulse Memorial Margarida Xirgu (2004), por Canciones dedicadas; Premios Butaca a la mejor actriz de teatro (2002), por su interpretación en Cara de fuego; Premio de la crítica teatral de Barcelona a la mejor actriz de teatro de la temporada 2000, por la interpretación de Emi en Miedo, comerse el alma y Premio Echando 1998 a la mejor actriz protagonista de cine por la interpretación a Subjudice.
En 2016 ficha por la segunda temporada de la serie de TV3 Merlí, donde la veremos interpretar a Coralina, profesora de historia, jefa de estudios y antagonista del profesor de filosofía Merlí, interpretado por Francesc Orella.